# Alainites atagonis
Alainites atagonis is een haft uit de familie Baetidae. De wetenschappelijke naam van de soort is voor het eerst geldig gepubliceerd in 1937 door Imanishi.
De soort komt voor in het Palearctisch gebied.